# Ebdulsemedê Babek
Ebdulsemedê Babek oder auch Abdussamed Babek (972–1019 in Hakkari) war ein kurdischer Dichter, der neben Ali Hariri als einer der ersten Kurmandschi-Dichter gilt. Er schrieb auch auf Arabisch und wurde als der erste kurdische Dichter beschrieben, der nach der Verbreitung des Islam unter den Kurden wirkte.

## Leben
Babek wurde in Hakkari geboren und lebte von 972 bis 1019 oder 1078. Andere Quellen besagen, dass er von 938 bis 995 lebte. Ibn Challikān gibt das Jahr 973 als Geburtsjahr an.
Sein Vater hieß Babek, dessen Vater Ebdulqasim hieß, dessen Vater war ein Dichter namens Mensûr. Babek reiste zum Studium nach Bagdad, Nischapur, Mossul und Hamadan. Seine Gedichte wurden berühmt und von vielen Kurden gelesen.
Religion und Natur sind zentrale Themen seiner Gedichte. Ibn Challikān beschrieb ihn als einen der berühmtesten Dichter. Nur wenige seiner Hunderten von Gedichten sind noch erhalten.